# Taekwondo nos Jogos Asiáticos de 2022
O Taekwondo nos Jogos Asiáticos de 2022 foi realizado no Centro Esportivo e Cultural Lin'an, na cidade de Hangzhou, na China, entre os dias de 24 a 28 de setembro de 2023.

## Cronograma
| P | Rodadas preliminares | F | Semifinais e Final |

| Evento↓/Data →           | 24 Dom | 24 Dom | 25 Seg | 25 Seg | 26 Ter | 26 Ter | 27 Qua | 27 Qua | 28 Qui | 28 Qui |
| ------------------------ | ------ | ------ | ------ | ------ | ------ | ------ | ------ | ------ | ------ | ------ |
| Poomsae masculino        | P      | F      |        |        |        |        |        |        |        |        |
| Até 58 kg masculino      |        |        | P      | F      |        |        |        |        |        |        |
| Até 63 kg masculino      |        |        |        |        | P      | F      |        |        |        |        |
| Até 68 kg masculino      |        |        |        |        |        |        | P      | F      |        |        |
| Até 80 kg masculino      |        |        |        |        |        |        | P      | F      |        |        |
| Acima de 80 kg masculino |        |        |        |        |        |        |        |        | P      | F      |
| Poomsae feminino         | P      | F      |        |        |        |        |        |        |        |        |
| Até 49 kg feminino       |        |        | P      | F      |        |        |        |        |        |        |
| Até 53 kg feminino       |        |        |        |        | P      | F      |        |        |        |        |
| Até 57 kg feminino       |        |        |        |        | P      | F      |        |        |        |        |
| Até 67 kg feminino       |        |        |        |        |        |        | P      | F      |        |        |
| Acima de 67 kg feminino  |        |        |        |        |        |        |        |        | P      | F      |
| Equipe mista             |        |        | P      | F      |        |        |        |        |        |        |

## Medalhistas

### Masculino
| Evento                   | Ouro                             | Prata                           | Bronze                           |
| ------------------------ | -------------------------------- | ------------------------------- | -------------------------------- |
| Poomsae                  | Kang Wan-jin KOR Coreia do Sul   | Ma Yun-zhong TPE Taipé Chinês   | Trần Hồ Duy VIE Vietnã           |
| Poomsae                  | Kang Wan-jin KOR Coreia do Sul   | Ma Yun-zhong TPE Taipé Chinês   | Patrick King Perez PHI Filipinas |
| Peso Mosca (−58 kg)      | Jang Jun KOR Coreia do Sul       | Mehdi Haji Mousaei IRI Irã      | Mohsen Rezaee AFG Afeganistão    |
| Peso Mosca (−58 kg)      | Jang Jun KOR Coreia do Sul       | Mehdi Haji Mousaei IRI Irã      | Cheng Kai CHN China              |
| Peso Galo (−63 kg)       | Banlung Tubtimdang THA Tailândia | Alireza Hosseinpour IRI Irã     | Liang Yushuai CHN China          |
| Peso Galo (−63 kg)       | Banlung Tubtimdang THA Tailândia | Alireza Hosseinpour IRI Irã     | Zaid Al-Halawani JOR Jordânia    |
| Peso Pena (−68 kg)       | Ulugbek Rashitov UZB Uzbequistão | Zaid Kareem JOR Jordânia        | Matin Rezaei IRI Irã             |
| Peso Pena (−68 kg)       | Ulugbek Rashitov UZB Uzbequistão | Zaid Kareem JOR Jordânia        | Jin Ho-jun KOR Coreia do Sul     |
| Peso Meio-Médio (−80 kg) | Park Woo-hyeok KOR Coreia do Sul | Saleh Al-Sharabaty JOR Jordânia | Saif Taher IRQ Iraque            |
| Peso Meio-Médio (−80 kg) | Park Woo-hyeok KOR Coreia do Sul | Saleh Al-Sharabaty JOR Jordânia | Mehran Barkhordari IRI Irã       |
| Peso Pesado (+80 kg)     | Song Zhaoxiang CHN China         | Arian Salimi IRI Irã            | Lee Meng-en TPE Taipé Chinês     |
| Peso Pesado (+80 kg)     | Song Zhaoxiang CHN China         | Arian Salimi IRI Irã            | Smaiyl Duisebay KAZ Cazaquistão  |

### Feminino
| Evento                   | Ouro                                 | Prata                           | Bronze                                       |
| ------------------------ | ------------------------------------ | ------------------------------- | -------------------------------------------- |
| Poomsae                  | Cha Yea-eun KOR Coreia do Sul        | Yuiko Niwa JPN Japão            | Chen Hsin-ya TPE Taipé Chinês                |
| Poomsae                  | Cha Yea-eun KOR Coreia do Sul        | Yuiko Niwa JPN Japão            | Marjan Salahshouri IRI Irã                   |
| Peso Mosca (−49 kg)      | Panipak Wongpattanakit THA Tailândia | Guo Qing CHN China              | Madinabonu Mannopova UZB Uzbequistão         |
| Peso Mosca (−49 kg)      | Panipak Wongpattanakit THA Tailândia | Guo Qing CHN China              | Mobina Nematzadeh IRI Irã                    |
| Peso Galo (−53 kg)       | Park Hye-jin KOR Coreia do Sul       | Lin Wei-chun TPE Taipé Chinês   | Chutikan Jongkolrattanawattana THA Tailândia |
| Peso Galo (−53 kg)       | Park Hye-jin KOR Coreia do Sul       | Lin Wei-chun TPE Taipé Chinês   | Charos Kayumova UZB Uzbequistão              |
| Peso Pena (−57 kg)       | Luo Zongshi CHN China                | Lo Chia-ling TPE Taipé Chinês   | Kim Yu-jin KOR Coreia do Sul                 |
| Peso Pena (−57 kg)       | Luo Zongshi CHN China                | Lo Chia-ling TPE Taipé Chinês   | Phannapa Harnsujin THA Tailândia             |
| Peso Meio-Médio (−67 kg) | Song Jie CHN China                   | Feruza Sadikova UZB Uzbequistão | Melika Mirhosseini IRI Irã                   |
| Peso Meio-Médio (−67 kg) | Song Jie CHN China                   | Feruza Sadikova UZB Uzbequistão | Bạc Thị Khiêm VIE Vietnã                     |
| Peso Pesado (+67 kg)     | Zhou Zeqi CHN China                  | Lee Da-bin KOR Coreia do Sul    | Svetlana Osipova UZB Uzbequistão             |
| Peso Pesado (+67 kg)     | Zhou Zeqi CHN China                  | Lee Da-bin KOR Coreia do Sul    | Cansel Deniz KAZ Cazaquistão                 |

### Misto
| Evento | Ouro                                                 | Prata                                                               | Bronze                                                                               |
| ------ | ---------------------------------------------------- | ------------------------------------------------------------------- | ------------------------------------------------------------------------------------ |
| Equipe | CHN China Cui Yang Song Zhaoxiang Song Jie Zhou Zeqi | KOR Coreia do Sul Park Woo-hyeok Seo Geon-woo Kim Jan-di Lee Da-bin | VIE Vietnã Lý Hồng Phúc Phạm Minh Bảo Kha Bạc Thị Khiêm Phạm Ngọc Châm               |
| Equipe | CHN China Cui Yang Song Zhaoxiang Song Jie Zhou Zeqi | KOR Coreia do Sul Park Woo-hyeok Seo Geon-woo Kim Jan-di Lee Da-bin | UZB Uzbequistão Jasurbek Jaysunov Shukhrat Salaev Svetlana Osipova Ozoda Sobirjonova |

## Nações participantes
Um total de 223 atletas de 38 nações competiram no taekwondo nos Jogos Asiáticos de 2022:
- Afeganistão (5)
- Brunei (1)
- Bangladesh (3)
- Butão (4)
- Camboja (5)
- China (10)
- Taipé Chinesa (12)
- Timor-Leste (4)
- Hong Kong (8)
- Índia (2)
- Indonésia (3)
- Irã (12)
- Iraque (2)
- Japão (6)
- Jordânia (6)
- Cazaquistão (10)
- Kuwait (2)
- Quirguistão (2)
- Laos (4)
- Líbano (6)
- Macau (5)
- Malásia (2)
- Mongólia (4)
- Myanmar (1)
- Nepal (11)
- Paquistão (5)
- Palestina (4)
- Filipinas (12)
- Catar (6)
- Arábia Saudita (8)
- Singapura (3)
- Coreia do Sul (13)
- Sri Lanka (2)
- Tajiquistão (6)
- Tailândia (10)
- Emirados Árabes Unidos (2)
- Uzbequistão (12)
- Vietname (10)

## Classificação de medalhas
| Pos.                | País                | Ouro | Prata | Bronze | Total |
| ------------------- | ------------------- | ---- | ----- | ------ | ----- |
| 1                   | Coreia do Sul (KOR) | 5    | 2     | 2      | 9     |
| 2                   | China (CHN)         | 5    | 1     | 2      | 8     |
| 3                   | Tailândia (THA)     | 2    | 0     | 2      | 4     |
| 4                   | Uzbequistão (UZB)   | 1    | 1     | 4      | 6     |
| 5                   | Irã (IRI)           | 0    | 3     | 5      | 8     |
| 6                   | Taipé Chinês (TPE)  | 0    | 3     | 2      | 5     |
| 7                   | Jordânia (JOR)      | 0    | 2     | 1      | 3     |
| 8                   | Japão (JPN)         | 0    | 1     | 0      | 1     |
| 9                   | Vietnã (VIE)        | 0    | 0     | 3      | 3     |
| 10                  | Cazaquistão (KAZ)   | 0    | 0     | 2      | 2     |
| 11                  | Afeganistão (AFG)   | 0    | 0     | 1      | 1     |
| 11                  | Filipinas (PHI)     | 0    | 0     | 1      | 1     |
| 11                  | Iraque (IRQ)        | 0    | 0     | 1      | 1     |
| Total (13 entradas) | Total (13 entradas) | 13   | 13    | 26     | 52    |